# Armadillo hirsutus
Armadillo hirsutus là một loài chân đều trong họ Armadillidae. Loài này được Koch miêu tả khoa học năm 1856.